# Odoorn
Odoorn (52° 51′ N, 6° 51′ L) é uma cidade dos Países Baixos, na província de Drente. Odoorn pertence ao município de Borger-Odoorn, e está situada a 9 km, a norte de Emmen.
Em 2001, a cidade de Odoorn tinha 1618 habitantes. A área urbana da cidade é de 0.62 km², e tem 667 residências. 
A área de Odoorn, que também inclui as partes periféricas da cidade, bem como a zona rural circundante, tem uma população estimada em 1860 habitantes.

## Festivals
Odoorn hosts the mulci-culture festival SIVO International Folkloristic Dans festival